# Relations entre la Colombie et le Japon
Les Relations entre la Colombie et le Japon désignent les relations diplomatiques entre la République sud-américaine de Colombie et le Japon. Les relations ont été officiellement inaugurées en 1908 et seulement interrompues entre 1942 et 1954 à cause de la Seconde Guerre mondiale. Les relations sont principalement des échanges commerciaux en faveur du Japon, des échanges culturels et de l'aide technologique et philanthropique à la Colombie.

## Histoire
Les relations diplomatiques entre la Colombie et le Japon ont été inaugurées par un traité d'amitié, de commerce et de navigation signé à Washington, D.C. aux États-Unis le 25 mai 1908. Cependant, la première ambassade officielle du Japon à Bogota a ouvert en 1934 et l'année suivante la Colombie a ouvert une ambassade à Tokyo.

### Seconde Guerre mondiale
Du fait de la Seconde Guerre mondiale, les deux pays ont interrompu leurs relations diplomatiques en janvier 1942. Après l'attaque de Pearl Harbor, la Colombie a cassé ses relations diplomatiques avec les puissances de l'axe. La Colombie a fourni des produits pétroliers aux Alliés. Puis, en 1943, le sous-marin allemand U 505 a détruit une goélette colombienne, ce qui donna à la Colombie un « statut de belligérant » contre l'Allemagne le 26 novembre. L'ambassadeur allemand a quitté le pays, et des mesures de contrôle ont été mises en œuvre, comme l'internement des citoyens allemands dans des secteurs précis. Des photographies d'avions de reconnaissance appartenant à la compagnie germano-colombienne SCADTA, qui prenait des clichés aériennes des villes colombiennes et allemandes, ont également été remises aux États-Unis. Au lendemain de la guerre, la Colombie a envoyé des produits Nestlé (café, aliment pour bébé, etc.) et du charbon partout en Europe.
Les relations entre la Colombie et le Japon n'ont pas repris avant 1954. Des missions ont été rouvertes dans les deux pays en novembre 1954 et 1955, mais n'ont pas gagné le statut d'ambassade avant 1957.

## Commerce

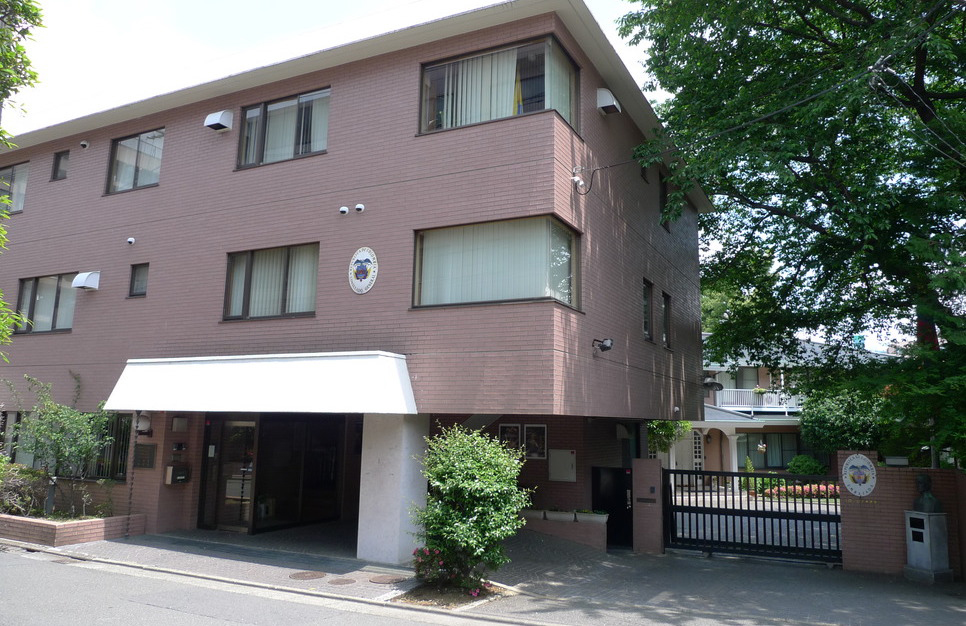
L'ambassade de Colombie au Japon.

Selon l'ambassade colombienne au Japon, les échanges commerciaux entre les deux pays sont de plus en plus dynamiques. En 1996, le Japon est devenu le troisième importateur de Colombie après les États-Unis et le Venezuela avec 722,5 million $US (5,6 % des importations colombiennes totales). Le Japon a quant à lui importé 348,6 millions $US (moins de 1 % des importations japonaises).
Les produits japonais exportés vers la Colombie sont la plupart du temps des véhicules assemblés, des pièces d'auto, des caméras vidéo et des appareils de communication, alors que les produits colombiens exportés vers le Japon sont la plupart du temps des graines de café et du nickel, et dans une mesure moindre, des émeraudes, des peaux de reptiles et du chocolat. Récemment, des fleurs et des produits en cuir.
La faiblesse des échanges commerciaux est dû aux intérêts géostratégiques du Japon pour d'autres pays latino-américains tels le Brésil (où se trouvent beaucoup d'immigrés japonais), le Mexique, le Chili, le Pérou et l'Argentine. Pour les producteurs colombiens, l'exportation des produits vers le Japon plutôt que vers les autres pays voisins représente une meilleure rentabilité et moins de restrictions économiques.